# 日産イブニングウェーブ
日産イブニングウェーブ（にっさんイブニングウェーブ）は、かつて茨城放送 （IBS） で平日・土曜日の夕方に放送されたラジオ番組。

## 概要
この番組は「日産ドライブパートナー」の後番組としてスタート。
番組内ではある特定のアーティストの曲を流し、ミニ情報や天気・交通情報を提供していた。また、開始初期は「IBSイブニングスコープ」に内包されていたものの、1996年4月からは単独での放送となる（この形態は、新聞ラジオ欄においても見受けられ茨城新聞縮刷版（茨城新聞社刊行）でも確認ができる）。2008年10月からは、夕方ワイド番組『夕刊ほっと』の放送枠が18時台までに拡大し、当番組が内包される。それと同時に放送時間が今までのシーズンオフ期より10分短縮され20分となった。
2009年4月4日に番組は終了。その後の平日は夕刊ほっとが、土曜日はナイター中継に当てられた。
テーマ曲は「Si」（プリズム、1986年のアルバム「DREAMIN'」に収録）。

## 放送時間（月曜日〜土曜日）
- プロ野球シーズン期間（4月-9月）18:00 - 18:15
- シーズンオフ期間（10月-3月）
  - -2007年度 18:00 - 18:30
  - 2008年度- 18:00 - 18:20（平日のみ『夕刊ほっと』に内包）

提供：茨城県内の日産グループ販売会社4社（ただし、日産自動車との資本関係を解消したUDトラックス（旧:日産ディーゼル）の販売会社、関東日産ディーゼルも含む）。

## パーソナリティ
パーソナリティはこの番組と合わせて、その曜日の夕方・夜のニュースやステーションブレークをIBSアナウンサーが受け持っている。2006年4月からは、外部アナウンサーおよび一部のIBSアナウンサーのOB・OGが受け持つようになった。また、2008年のナイターオフ期は「夕刊ほっと」内のコーナーとしてパーソナリティが引き続き担当する形式がとられ、土曜日はこれまで通りの形式となっている。
今までの担当アナウンサー（2007年4月当時）
- 古瀬俊介
- 木村さおり（旧姓・斉藤）
- 大和田憲子（フリー）
- 田辺昭雄
- 鹿原徳夫
- 永井淑子

## 番組内容
- イベント情報告知
- 車に関する一口メモ
- 天気予報・交通情報（ - 2008年9月）

…ほか